# Opinacz

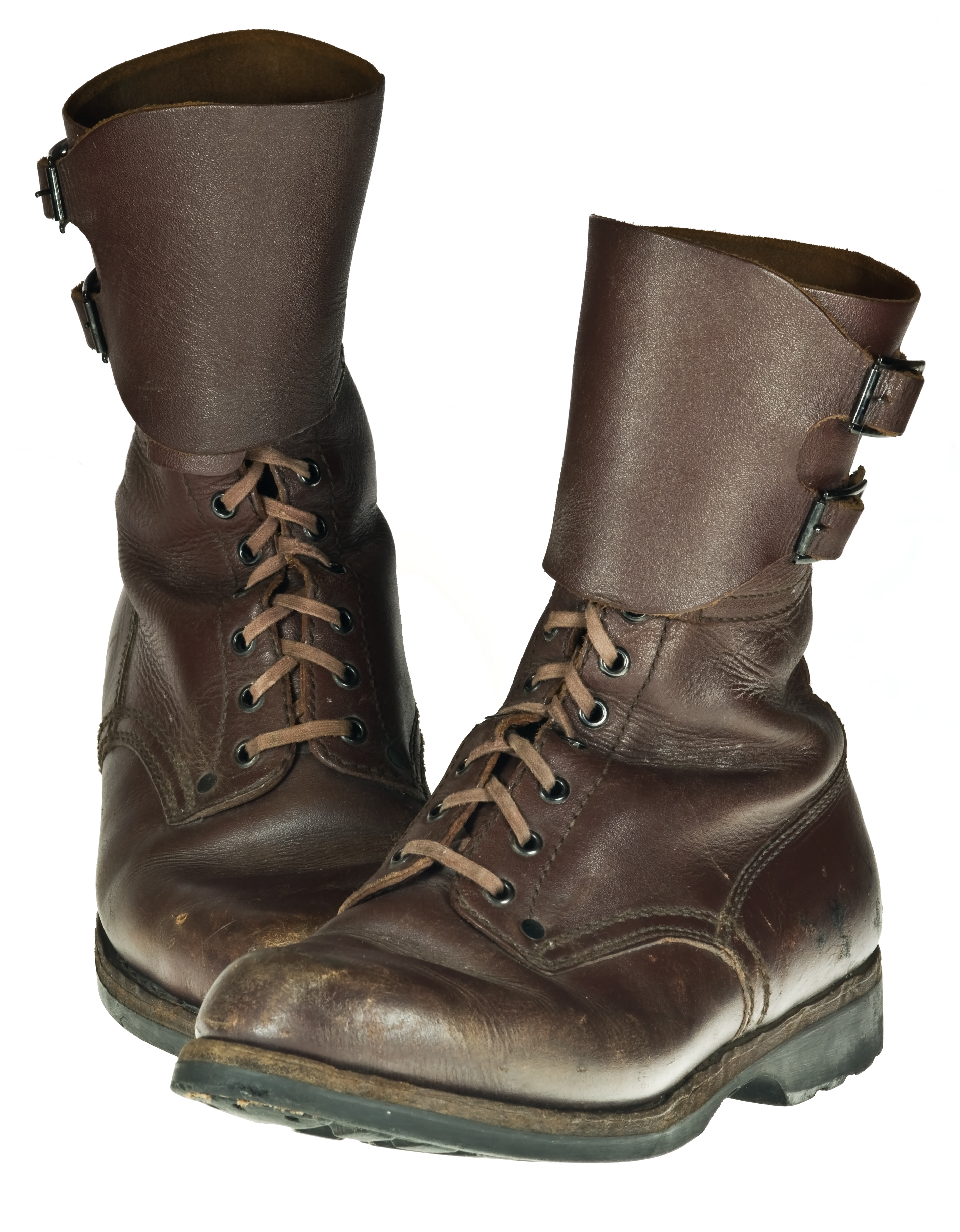
Trzewiki polskich wojsk lądowych (opinacze) używane do lat 90. XX w.

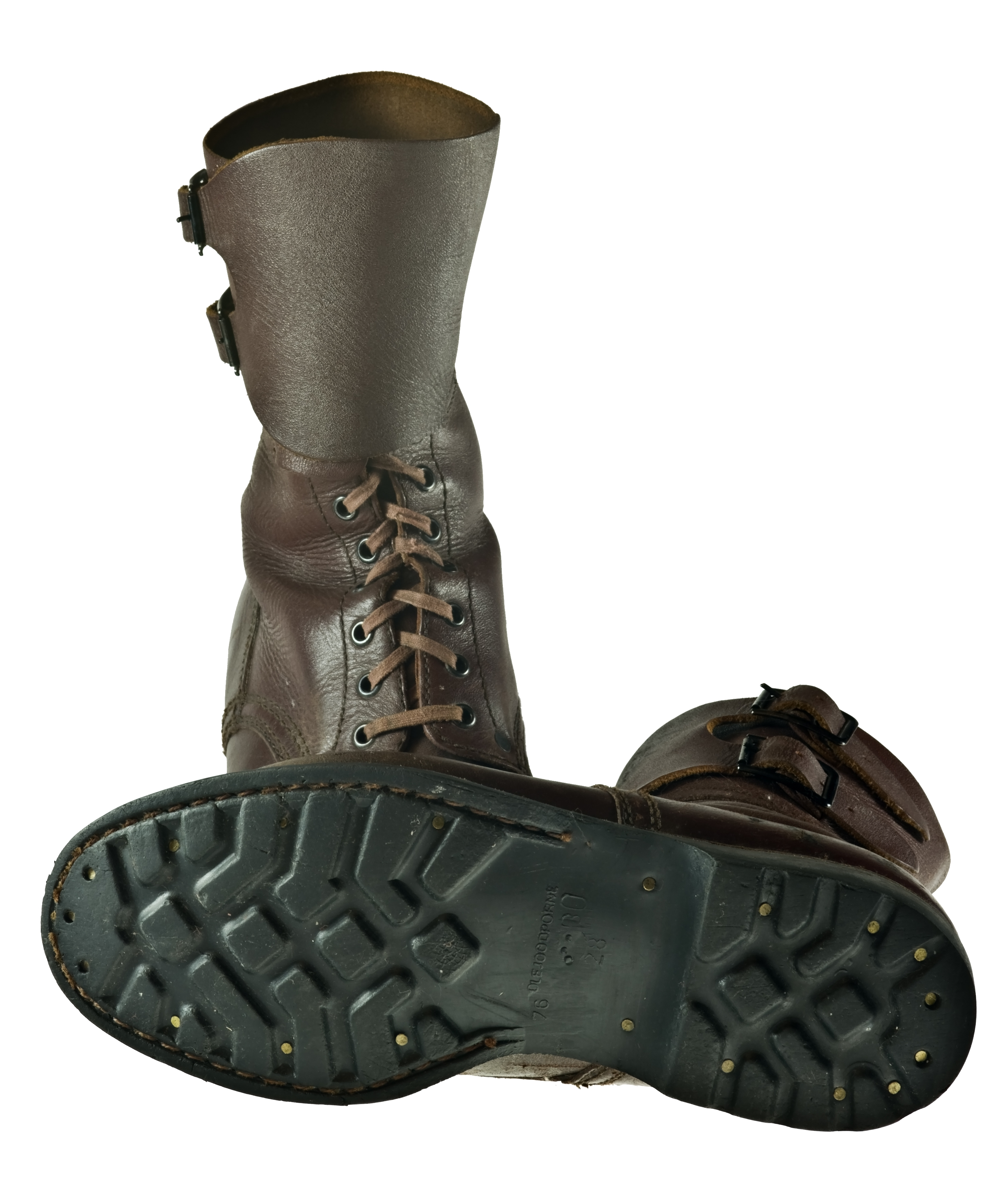
Trzewiki polskich wojsk lądowych - podeszwa

Opinacze – potoczna nazwa polskich trzewików wojskowych, używanych w okresie PRL-u i w pierwszej połowie lat 90. Nazwa wywodzi się od przekręconej nazwy spinacz oznaczającej szeroki pas spinający dół nogawki nad cholewką trzewika i zachodzący na nią. W opinaczach jest on skórzany i przyszyty do cholewki. Trzewiki te były wzorowane na M-1943 Combat Service Boots używanych przez armię amerykańską podczas II Wojny Światowej i Wojny Koreańskiej.
Trzewiki te ze względu na kłopoty z zaopatrzeniem w obuwie traperskie i zimowe były wysoko oceniane ze względu na relatywną wytrzymałość oraz solidność wykonania. Poza armią używane były m.in. przez niektóre subkultury młodzieżowe (do momentu pojawienia się „prawdziwych” glanów) oraz budowlańców. Występowały w odmianach z podeszwą zwykłą (z czasem zaprzestano wytwarzania) oraz olejoodporną dla jednostek zmechanizowanych i pancernych, w kolorach brązowym (używane przez Wojska Lądowe) i czarnym (używane przez Lotnictwo, Marynarkę, Wojska Obrony Powietrznej Kraju oraz Żandarmerię Wojskową). Była również w produkcji wersja dla jednostek desantowych, mająca inne sprzączki przy spinaczach, wyżej sznurowana i lepiej skrojona. Te trzewiki z czarnej skóry otrzymywały Plutony Specjalne ZOMO.
Produkowane były z relatywnie dobrej jakości skóry.

## Opinacze w Batalionie Reprezentacyjnym WP
Po 1989 roku na wyposażenie Batalionu Reprezentacyjnego WP wprowadzono nowy typ opinaczy: Trzewiki z gwoździami ochronnymi wz 925/MON. Są koloru czarnego z podeszwą skórzaną wyposażoną w 36 gwoździ ćwiekowych w przedniej części śródstopia, oraz w stalową podkówkę umieszczoną na pięcie. Solidność wykonania jak i podbicie obuwia asortymentem stalowym nadaje charakterystyczny i donośny odgłos marszu krokiem defiladowym. Taki typ opinaczy produkuje Protektor S.A. Wcześniej stosowano trzewiki brązowe.